# Курис (село)
Курис (арм. Կուրիս, ранее название Кураванк арм. Կուրավանք)  — село в Мегринском районе Сюникской области Республики Армения, примерно в 7км к северо-западу от города Мегри, на широкой вершине горного хребта, на высоте 1320-1380 метров над уровнем моря. Расстояние от центра Капанского района по автомобильным дорогам около 74км.

## История
Под тем же названием село входило в состав Зангезурского уезда Елизаветпольской губернии царской России, а в советские годы входило в состав Мегринской провинции Армянской ССР (с 1930 года — в состав Мегринского района). С 1995 года оно входит в состав Сюникской области Республики Армения.
В селе сохранилась церковь Святого Всеспасителя (Сурб Аменапркич) XV-XVII века а 1,5 км юго-восточнее села, развалины бывшего села Агарак и древнего поселения Куркутахач. В юго-восточной и восточной части села находятся сельские районы, холодные источники, в том числе минеральные.

## Население
По результатам переписи 2011 года, население Куриса составляло 44 человек, деревня была заселена армянами a в 2010 году ее население составляло 61 человек, по сравнению со 112 по переписи 2001 года. Жители говорят на какавабердском диалекте армянского языка.

## Галерея

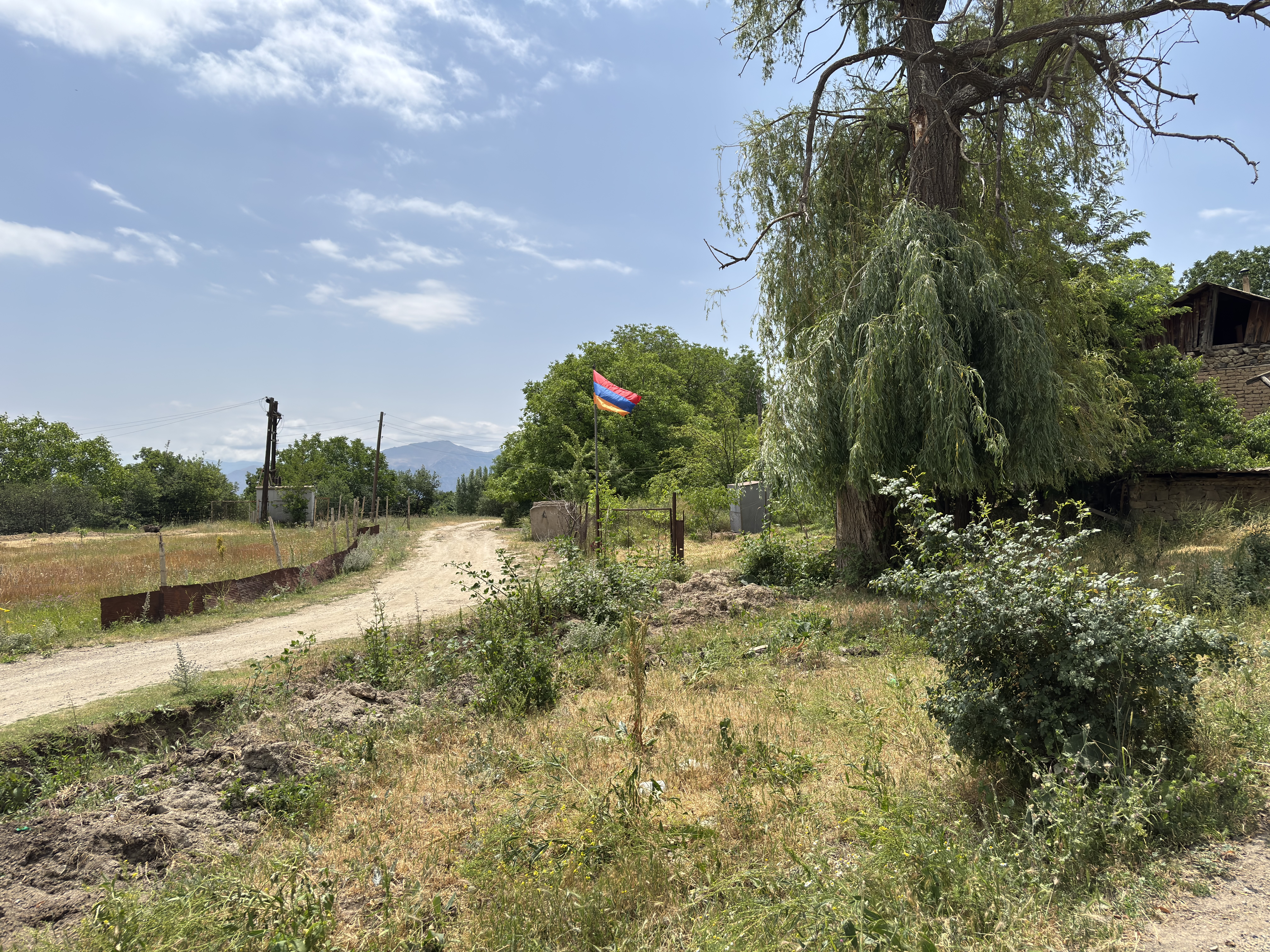
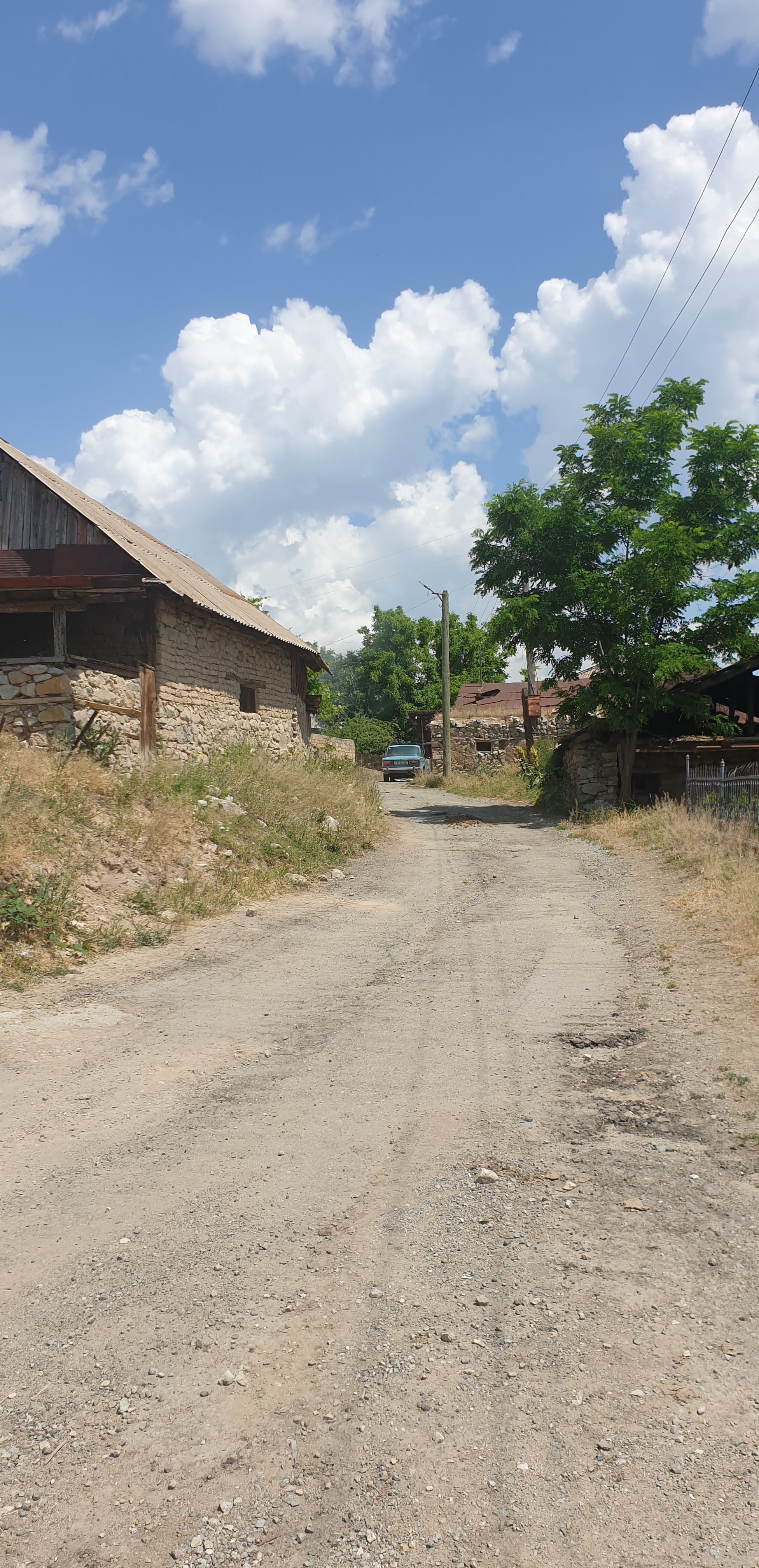
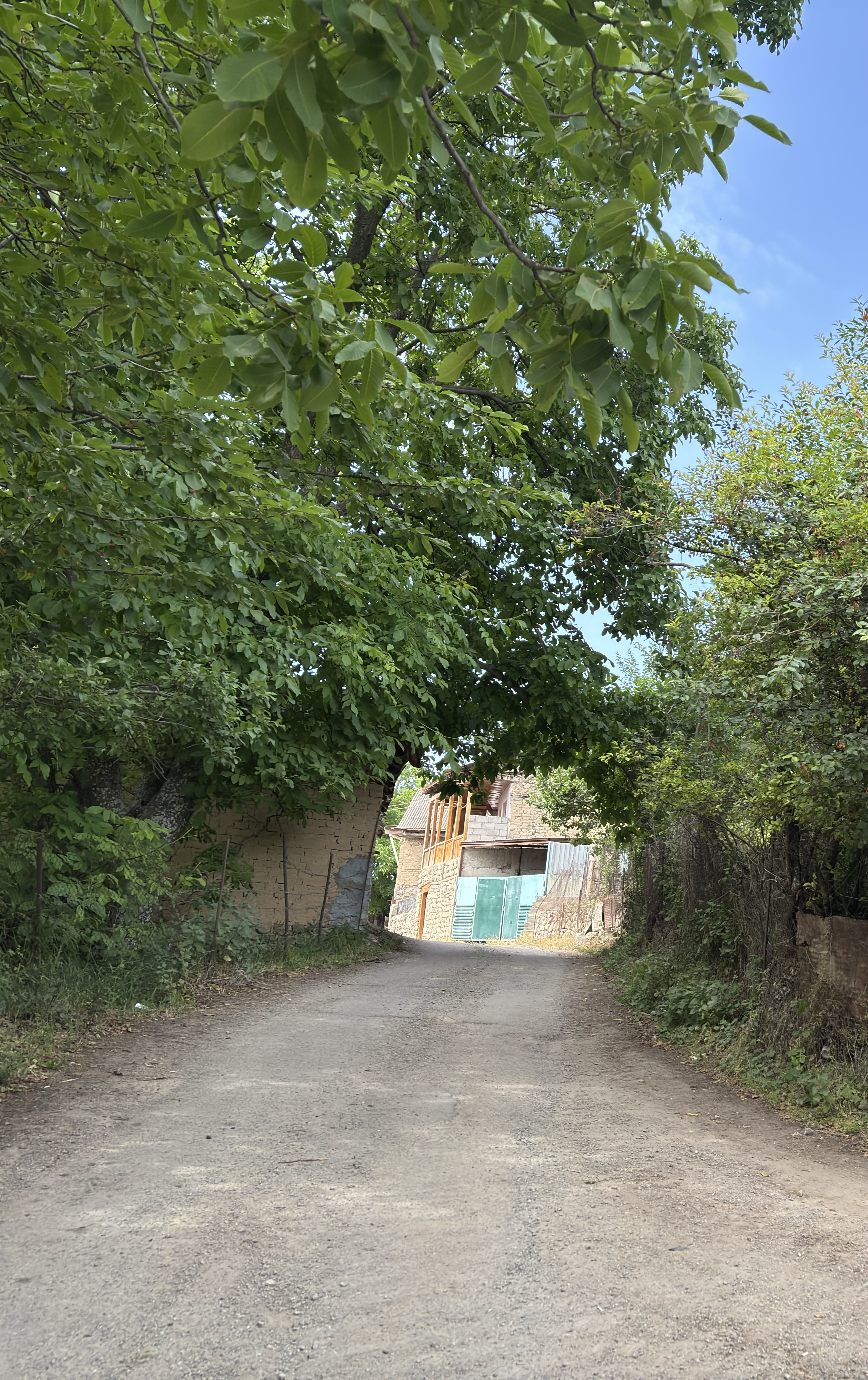
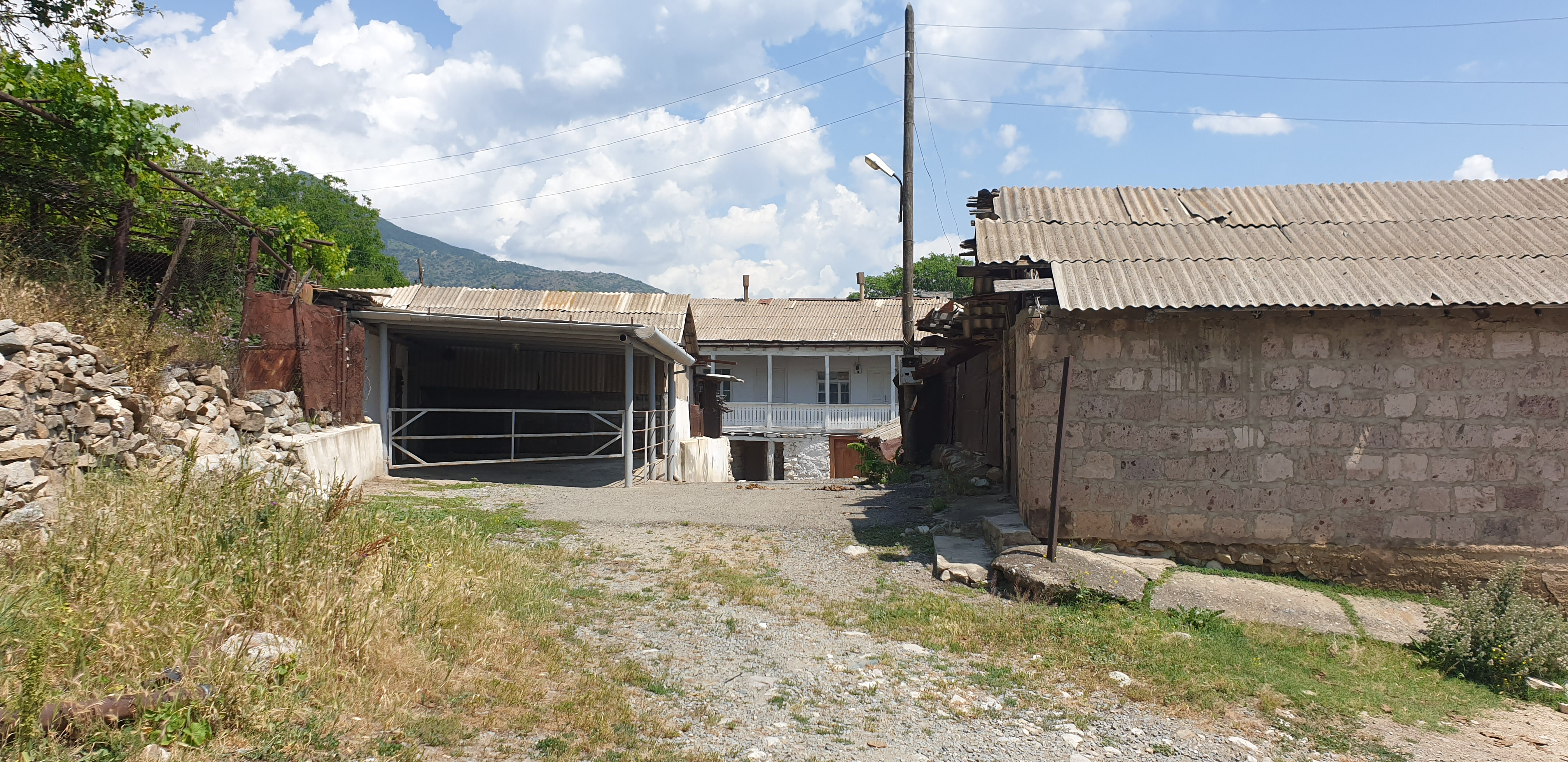
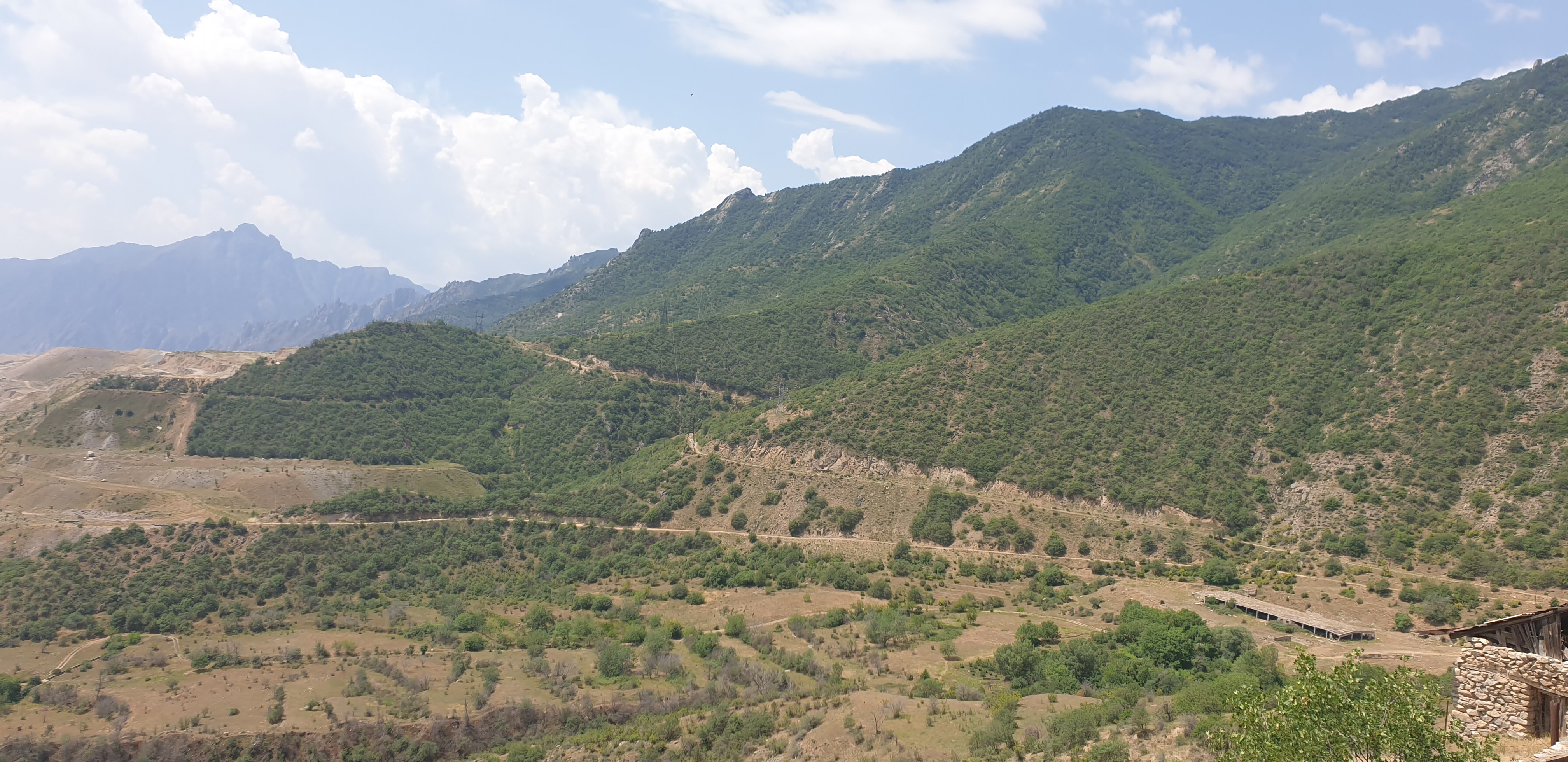
Вид от села
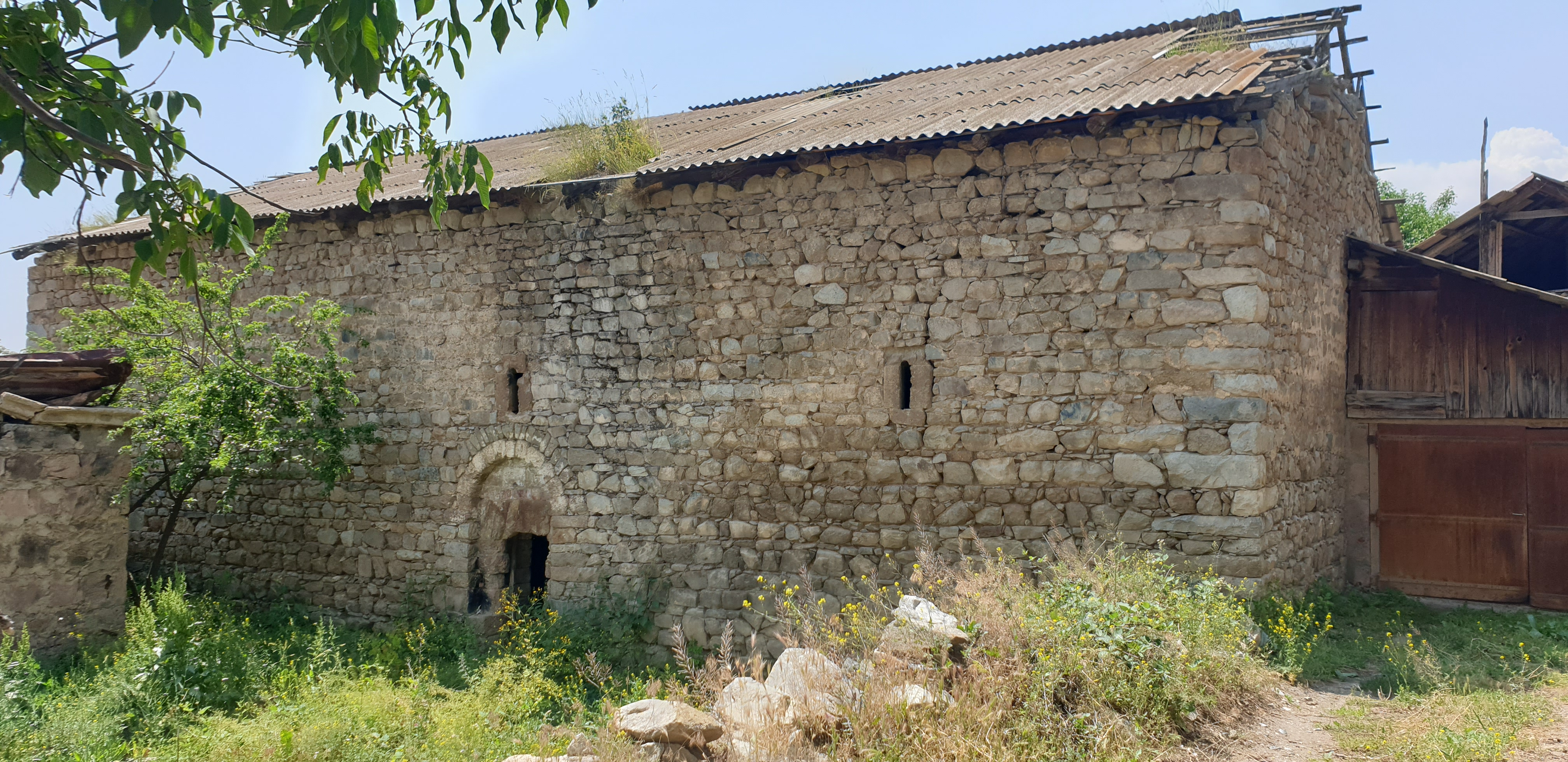
Церковь Святого Саркиса, XVII век